# Mina Kruseman

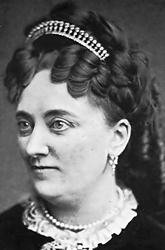
Mina Kruseman

Wilhelmina Mina Jacoba Pauline Rudolphine Kruseman (* 25. September 1839 in Velp; † 30. Juli 1922 in Boulogne-sur-Seine) war eine niederländische Feministin, Schauspielerin und Schriftstellerin.

## Leben

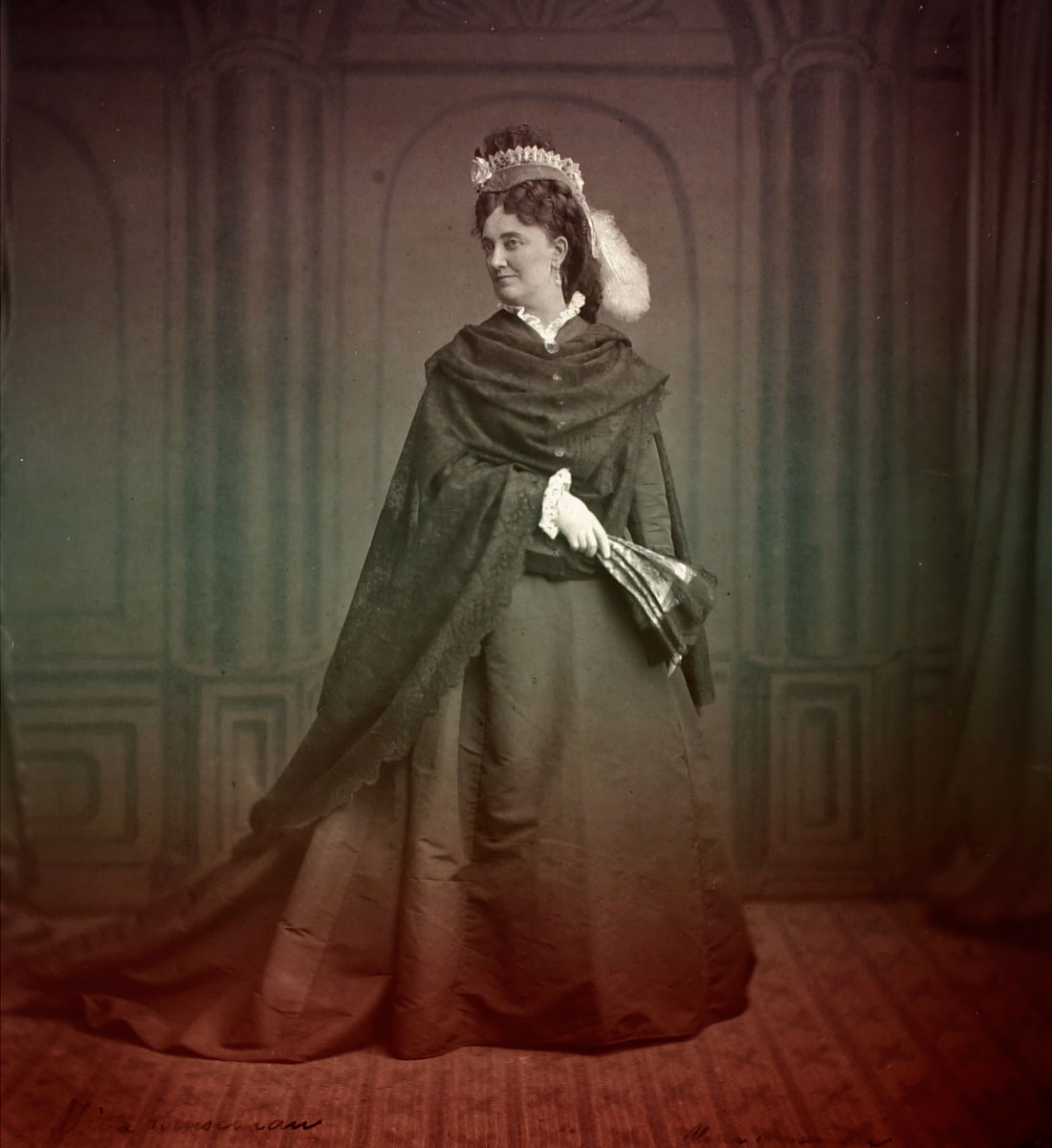
Mina Kruseman als Prinzessin im Stück Vorstenschool von Multatuli

Mina Kruseman wurde am 25. September 1839 in Velp geboren. Sie war die Tochter des Offiziers Hendrik Georg Kruseman (1801–1880) und Jenny Dorothee Hermine Cornelie Cantzlaar (1810–1859). Mit ihren drei jüngeren Schwestern verbrachte sie einen Großteil ihrer Kindheit in Semarang, Niederländisch-Ostindien, wo ihr Vater als Offizier in der Ostindischen Armee diente. Die Familie kehrte 1854 nach seiner Pensionierung in die Niederlande zurück. Zunächst lebten sie in Den Haag, später in Ginneken. Mina Kruseman hatte mit der Eingewöhnung Schwierigkeiten. Sie war in ihrer Jugend ein freies Leben in Niederländisch-Ostindien gewöhnt, und die Niederlande kamen ihr kalt und engstirnig vor. Ihr Leben war nun von Anstand, Religion und Konventionen bestimmt, Dinge, gegen die sie eine tiefe und lebenslange Abneigung entwickelte.
Ihre Mutter starb nach längerer Krankheit im Jahr 1859, und ihr Vater zog mit den Töchtern 1861 nach Brüssel. Dort wurde Kruseman am Konservatorium für Gesang und Klavier aufgenommen. Sie gab die Ausbildung jedoch binnen eines Jahres bereits auf. Erst nach dem Tod ihrer Schwestern und einer geplatzten Verlobung entschied sie sich für eine Karriere als Künstlerin. Sie setzte ihre Gesangsausbildung in Paris fort, doch der Ausbruch des Deutsch-Französischen Krieges zwang sie im August 1870 zur Rückkehr nach Brüssel. Nachdem sie in Europa keine Gesangskarriere starten konnte, beschloss sie 1871 in die Vereinigten Staaten zu gehen. Dort hatte sie unter dem Bühnennamen Stella Oristorio di Frama kleinere Erfolge und gab im Süden der USA eine Reihe erfolgreicher Konzerte. Als jedoch größere Erfolge ausblieben, kehrte sie im Sommer 1872 nach Europa zurück. In jenem Jahr erschien in Paris ihre erste Veröffentlichung: eine Antwort auf eine frauenfeindliche Broschüre des Schriftstellers Alexandre Dumas des Jüngeren (Lettre à M. Alexandre Dumas fils, au sujet de son livre l’Homme-femme).

### Schauspielerin
Mina Kruseman startete ihre Karriere in den Niederlanden nicht als Sängerin, sondern als Rezitatorin. Sie trat von 1872 bis 1876 mehr als zweihundertmal in unterschiedlichen Aufführungen auf der Bühne auf. Ihr Debüt gab sie im November 1872 in Den Haag mit der Lesung eines Kapitels aus ihrem bald darauf  erscheinenden Roman „Eine Hochzeit in Indien“ (1873), einer der ersten Anklagen gegen das damalige Ehe- und Scheidungsrecht. Durch eine Vortragsreise im Frühjahr 1873, die sie mit der Frauenrechtlerin Betsy Perk unternahm, erlangte sie große Bekanntheit. Sie las aus ihrem Werk „Zusters“ (Schwestern), in dem sie die Erziehung von Mädchen, deren einziges Ziel die Heirat wäre, scharf kritisierte. Sie prangerte dort an, dass junge Frauen keine Möglichkeit bekamen zu lernen und sich nützlich zu machen, sondern ihre Tage mit Nichtstun zu verbringen und den Unverheirateten dadurch nichts anderes als das trostlose Schicksal der „alten jungen Dame“ ereile. In den frühen Jahren des niederländischen Feminismus sorgte sie mit dieser Tour für ziemliches Aufsehen.

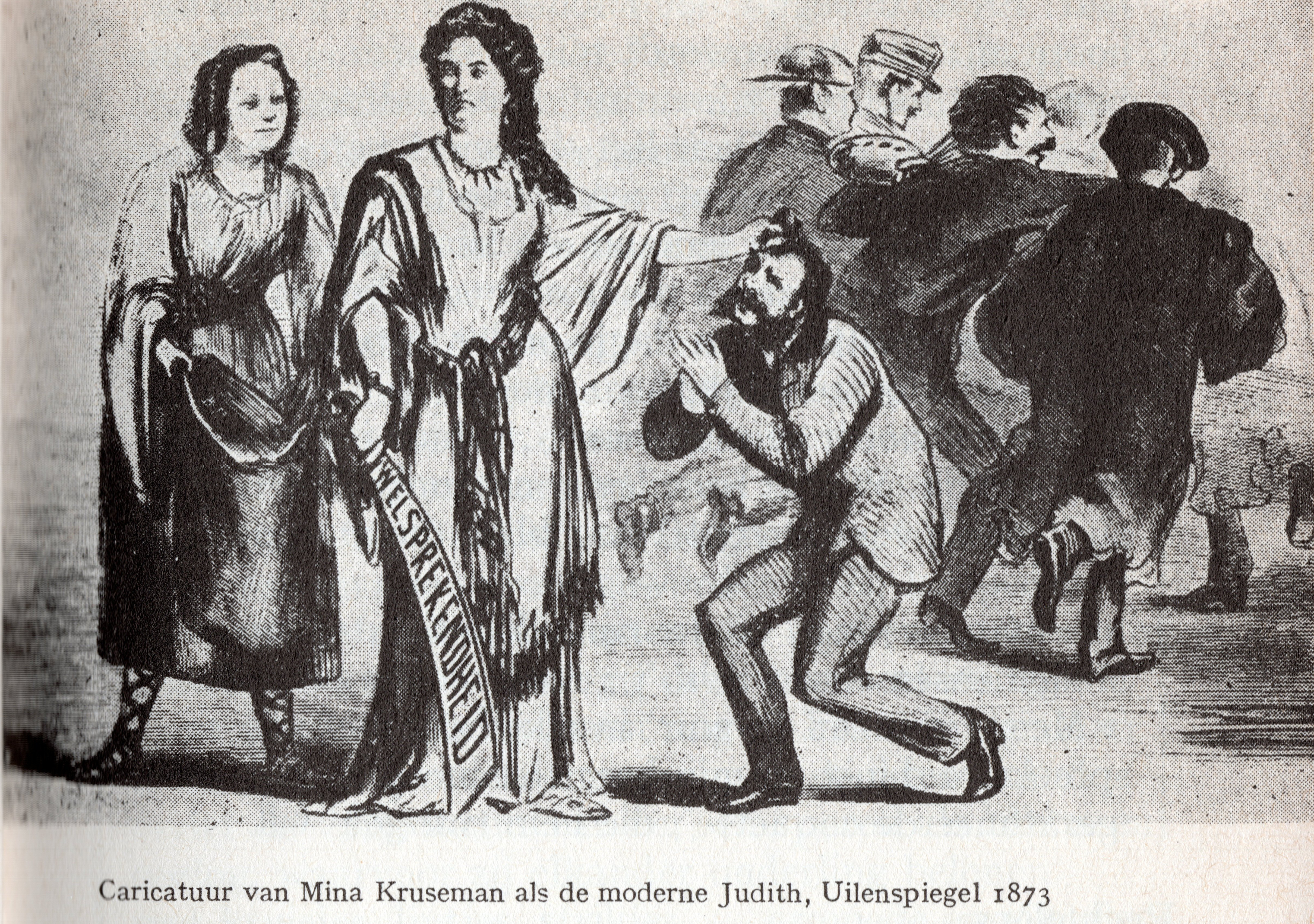
Karikatur von Mina Kruseman als Judith

Sie kritisierte in ihren Veröffentlichungen ein in den Niederlanden vorherrschendes antikünstlerische Klima und eine Gleichgültigkeit, die bis zu einer Feindseligkeit gegenüber künstlerischen Talenten reichte und diese aus den Niederlanden vertreiben würde. Durch ihre Schriften erregte sie die Aufmerksamkeit von Multatuli, der ihr eine anerkennende Nachricht schickte. Es folgte 1873 ein Besuch bei Multatuli in Wiesbaden, und es entwickelte sich eine kurze, sehr herzliche Freundschaft. Krusemann beschloss ihre Karriere als Schauspielerin wieder aufzunehmen. In Absprache mit Multatuli entstand der Plan, sein noch nie zuvor aufgeführtes Stück Vorstenschool (1872) aufzuführen. Sie bekam einen Vertrag bei einer Rotterdamer Theatertruppe und übernahm die Hauptrolle in dem Stück. Nach wachsenden Spannungen mit Multatuli kam es kurz vor der Premiere am 1. März 1875 zum Zerwürfnis. Eine Versöhnung war nicht möglich, Kruseman spielte die Hauptrolle in 25 sehr erfolgreichen Aufführungen, wurde dann jedoch entlassen, und das Stück wurde mit einer anderen Schauspielerin in der Hauptrolle fortgesetzt.
Danach begann Mina Kruseman mit den Vorbereitungen für ihre Rückkehr nach Niederländisch-Indien. Zuvor führte sie mit Elize Baart und Hélène Gerritsen das Stück „Ein Blick in die Welt des Künstlers“ auf, in dem sie die Kunstkritik lächerlich machten. Dafür bekam sie wenig Anerkennung, auch ihre Abschiedstournee, bei der sie durch das Land reiste, stieß auf wenig Interesse. Nach ihrer Abreise im Herbst 1877 schockierte sie durch die Veröffentlichung ihrer dreiteiligen Autobiographie „Mein Leben“. In ihr zitierte sie nicht nur aus ihren eigenen Briefen, sondern auch aus den an sie gerichteten Briefen, oft war dies vertrauliche Korrespondenz. Viele dieser Absender, vor allem Multatuli, zeigten sich darüber besonders empört.

### Niederländisch-Indien
In Batavia angekommen, hielt Mina Kruseman eine Reihe von Vorträgen, die jedoch weder bei ihr noch bei der indonesischen Öffentlichkeit auf große Begeisterung stießen. Sie zog ein Jahr später nach Surabaya, dort unterrichtete sie Klavier, Gesang und Schauspiel. Sie hatte großen Zulauf. Für sie war es besonders wichtig, die indoeuropäischen und chinesischen Mädchen, die sie unterrichtete, zu selbstbewussten Frauen zu erziehen. In der Zeit inszenierte sie Theateraufführungen und organisierte zehn künstlerische Abende, bei denen sich ihre Schüler präsentieren konnten. In den Jahren entstanden auch einige Novellen, die aber über das Niveau von Belanglosigkeiten nicht hinauskamen.
Mina Kruseman hatte mit einem ihrer Schüler, dem Fotografen und Musiker Frederik Jacobus Hoffman (1858–1918), der fast zwanzig Jahre jünger war, eine Affäre. Damit sie sich unauffällig treffen konnten, zog sie in ein Wohnhaus, in dem Hoffman sein Fotostudio einrichtete. Im Herbst 1883 verließen beide Java und ließen sich in Neapel nieder. Zu dem Zeitpunkt war Kruseman schwanger. Ihre Tochter wurde im Januar 1884 geboren, zwei Jahre später folgte eine zweite Tochter. Beide Kinder starben im Säuglingsalter, die Todesursache ist unbekannt. Kruseman und Hoffman blieben unverheiratet und zogen 1887 nach Paris. Dort lebten sie in zunehmender Armut. Hoffmans fotografische Aktivitäten scheiterten, und sie lebten von einer kleinen Rente und dem Musikunterricht, den sie gaben.

### Pazifismus und letzte Jahre
Nach dem Ausbruch des Ersten Weltkriegs verstärkten sich die pazifistischen Überzeugungen von Mina Kruseman. Ihre Schriften, darunter die Broschüre „Appell an alle Frauen der gesamten Welt“, hatten eine starke pazifistische Tendenz. Die Broschüre hatte zwar keinen großen Einfluss, brachte sie jedoch wieder in Kontakt mit Seelenverwandten in den Niederlanden, wo sie inzwischen völlig vergessen war. Hoffman starb im Jahr 1918. Kruseman blieb weiter aktiv und versuchte einen Verleger für ihr letztes Buch zu interessieren. Sie hielt den Kontakt zu Pariser Bekannten, zu ihrem alten Freundeskreis in Niederländisch-Indien und zu einer neuen Generation niederländischer Feministinnen aufrecht.
Mina Kruseman starb am 30. Juli 1922 in Boulogne-sur-Seine.

## Nachwirken
Mina Kruseman entschied sich für einen Lebensstil, der gegen die Konventionen verstieß. Sie betritt ihren Lebensunterhalt durch ihre künstlerische Tätigkeit, was für eine Frau ihres Standes nicht selbstverständlich war. Sie fühlte sich zum Exzentrischen hingezogen und wurde selbst oft als exzentrisch bezeichnet. Mit ihren Vorträgen und Theaterstücken provozierte sie Konflikte mit Presse und Publikum, aber auch ihre Zusammenarbeit mit Gleichgesinnten führte mehr als einmal zu Streit. Mit der organisierten Frauenbewegung wollte sie nichts zu tun haben und war alleine tätig. Ihr Werk von 1848 „Von der Mutter zur Tochter“ wird als erste Forderung der Frauenbewegung vor einem breiten Publikum angesehen. Auch in Niederländisch-Indien setzte sie sich für die Frauenfrage ein. Für das Frauenwahlrecht hingegen interessierte sie sich nicht.
Kruseman hat mit ihrem eigenen Leben gezeigt, dass es möglich ist, als Frau und als Künstlerin unabhängig zu leben. Sie schrieb Romane, Theaterstücke und Broschüren; Sie deklamierte, schauspielerte und trat als Konzertsängerin auf. Sie erhielt als Performancekünstlerin viel Anerkennung. Ihr literarisches Werk jedoch war weniger erfolgreich. Heute wird sie als Pionierin des niederländischen Feminismus angesehen.